# Лю Чанчунь
Лю Чанчу́нь (кит. 劉長春, 25 октября 1909, Вафандянь, Фэнтянь — 21 февраля 1983, Далянь, Ляонин) — китайский легкоатлет, первый представитель своей страны на Олимпийских играх.
В 1929 году, будучи студентом Северо-Восточного университета, Лю Чанчунь показал результаты мирового уровня на дистанциях 100, 200 и 400 метров, установив три
национальных рекорда.
При этом в 1932 году Китай решил не участвовать в Олимпиаде в Лос-Анджелесе в связи с продолжающейся войной с Японией. В то же время, прояпонское государство Маньчжоу-Го объявило о намерении послать на Игры двух спортсменов, в том числе, Лю Чанчуня. В ответ спортсмен через прессу публично заявил об отказе выступать за это марионеточное государство. После этого было собрано 8 тысяч долларов для финансирования поездки Лю Чанчуня в Лос-Анджелес. На Играх спортсмен выступил на двух спринтерских дистанциях, но не смог преодолеть барьер первого круга.
В 1933 году на V Национальных играх Лю Чанчунь вновь установил два национальных рекорда на дистанциях 100 и 200 метров. На Олимпиаде в Берлине атлет вновь выступил на обеих спринтерских дистанциях, а также в эстафете 4×100 метров. При этом во всех видах он, как и на предыдущей Олимпиаде, не прошёл во второй круг.
После окончания спортивной карьеры более 30 лет работал в Даляньском политехническом университете, написал ряд методических пособий по лёгкой атлетике. Был членом Народного политического консультативного совета, вице-президентом Олимпийского комитета Китая.
В 2008 году на Олимпийской площади Даляня был открыт памятник Лю Чанчуню, а новому стадиону Северо-Восточного университета присвоено его имя.